# Championnats d'Asie de BMX 2015
Navigation
Édition précédente Édition suivante
Les championnats d'Asie de BMX 2015 ont eu lieu du 31 octobre au 1er novembre 2015 à Naypyidaw en Birmanie.

## Podiums
| Épreuves            | Or                 | Argent                    | Bronze                 |
| ------------------- | ------------------ | ------------------------- | ---------------------- |
| Épreuves masculines |                    |                           |                        |
| Élites hommes       | Yoshitaku Nagasako | Jukia Yoshimura           | Tatsumi Matsushita     |
| Juniors hommes      | Daichi Yamaguchi   | Yuto Hasegawa             | Sitthichok Kaewsrikhao |
| Épreuves féminines  |                    |                           |                        |
| Élites femmes       | Amanda Carr        | Yan Lu                    | Haruka Seko            |
| Juniors femmes      | Sienna Fines       | Chutikarn Kitwanichsatien | Khiwg Zin Moe          |

## Tableau des médailles
| Rang  | Nation      | Or | Argent | Bronze | Total |
| ----- | ----------- | -- | ------ | ------ | ----- |
| 1     | Japon       | 2  | 2      | 2      | 6     |
| 1     | Thaïlande   | 1  | 1      | 1      | 3     |
| 1     | Philippines | 1  | 0      | 0      | 1     |
| 1     | Chine       | 0  | 1      | 0      | 1     |
| 1     | Birmanie    | 0  | 0      | 1      | 1     |
| Total | Total       | 4  | 4      | 4      | 12    |